# NK-cell
NK-celler, natural killer cells, är en typ av lymfocyter som räknas till det ospecifika immunförsvaret.
NK-celler upptäcktes i mitten av 70-talet av Rolf Kiessling och hans handledare Eva Klein och Hans Wigzell vid Karolinska Institutet. NK-celler känner igen celler som saknar MHC klass I-komplex och dödar dessa celler genom att initiera programmerad celldöd (apoptos). Vid avsaknad av MHC klass I-komplex på målceller kan inte NK-cellens inhibitoriska receptorer (receptorer som ger inhiberande signaler till NK-cellen vid bindande till MHC-klass I) känna igen cellen. Aktiverande receptorer på NK-cellens känner istället igen ligander på målcellen, vilket leder till en aktivering av NK-cellen, som därefter dödar målcellen. Detta fenomen upptäcktes av Klas Kärre under hans doktorandstudier vid Karolinska Institutet och döptes till "the missing self hypothesis". Flera virus har förmågan att stänga av cellers uttryck av MHC-klass I, vilket gör att NK-celler lättare kan känna igen virusinfekterade celler. Även många tumörceller förlorar MHC-klass I-komplexet, vilket gör att NK-celler är en viktig del av kroppens skydd mot cancer.
NK-celler har även förmågan att aktivera andra celler i immunförsvaret. Bland annat makrofager aktiveras genom att NK-celler utsöndrar cytokinen IFN-γ (interferon-gamma). Försöksdjur där NK-celler har slagits ut visar på en högre känslighet för virusinfektioner, vilket antyder att NK-celler är en viktig del av immunförsvaret.
NK-celler kan också döda infekterade celler via en mekanism som kallas ADCC. Den typiska ADCC-reaktionen involverar aktivering av NK-celler genom antikroppar som bundit till de infekterade cellerna och som genom att binda till NK-celler signalerar dessa att döda cellen. NK-cellen uttrycker CD16 som är en Fc-receptor. Denna receptorn känner igen och binder till Fc-regionen av antikroppen som har bundit till ytan av den infekterade cellen. När Fc-receptorn binder till Fc-regionen på antikroppen, så frisätter NK-cellen cytokiner som IFN-γ, och cytotoxiska granulas som innehåller perforin och granzymer som kommer in i cellen och triggar apoptos. 